# Gustaf Hult
Gustaf "Gösta" Carl Wilhelm Hult, född 14 mars 1877 i Målilla församling, Kalmar län, död 4 november 1961, var en svensk militär. 
Hult, som var son till överste Carl Gustaf Hult och Martina Langenberg, avlade officersexamen 1896, blev underlöjtnant vid Kalmar regemente 1896, genomgick Krigshögskolan 1900–1902, blev löjtnant vid Generalstaben 1906, kapten 1908, major 1916, överstelöjtnant 1919 och överste 1923. Han var lärare i strategi vid Krigshögskolan 1909–1913, stabschef vid militärbefälhavaren på Gotland 1912–1913, avdelningschef vid Generalstabens krigshistoriska avdelning 1918–1919, avdelningschef vid Generalstabens topografiska avdelning och chef för Rikets allmänna kartverk 1920–1937. Han var ordförande för de svenska kommissionsledarna vid gränsuppgången Sverige-Finland 1926–1927 och för svenska gränsöverkommissionen vid gränsuppgången Sverige-Norge 1929–1930. Han var ledamot av Krigsvetenskapsakademien.